# Tapiwa Gwaza
Tapiwa Sylvia Gwaza est une actrice malawite populaire pour son rôle d'avocate dans le film malawite Saisons d'une vie.

## Carrière
Gwaza est une ancienne membre d'équipage de cabine de l'Air Malawi Ltd. Elle a travaillé comme hôtesse de l'air pendant 13 ans avant de commencer sa carrière d'actrice.
Après avoir démissionné de son poste au sein d'Air Malawi, elle décide de devenir actrice et obtient un rôle dans Les Saisons d'une vie.

## Filmographie
- 2010 : Les Saisons de la vie

## Récompenses
- 2010 : Meilleure performance féminine pour un second rôle, Africa Movie Academy Awards, Nigéria[2].